# Chile na Letních olympijských hrách 2008
Chile se účastnilo Letní olympiády 2008 v 16 sportech. Zastupovalo ho 27 sportovců.

## Medailisté
| Medaile | Jméno             | Sport | Disciplína     |
| ------- | ----------------- | ----- | -------------- |
| Stříbro | Fernando González | Tenis | mužská dvouhra |